# Frantz Jourdain
Frantz Jourdain (Anversa, 3 ottobre 1847 – Parigi, 22 agosto 1935) è stato un architetto, critico d'arte e scrittore belga naturalizzato francese.
È noto soprattutto per La Samaritaine, un grande magazzino in stile Art Nouveau costruito nel I arrondissement di Parigi in tre fasi tra il 1904 e il 1928. Era rispettato come un'autorità sull'Art Nouveau.

## Biografia
Nel 1860 studiò a Parigi all'École nationale supérieure des beaux-arts. e nel 1870 ottenne la cittadinanza francese.
Jourdain era un teorico dell'Art Nouveau. Cominciò a scrivere sull'arte nel 1875, e alla fine della sua vita aveva pubblicato circa duecento articoli in sessanta riviste e giornali, dapprima articoli di cronaca ma poi articoli critici in cui esprimeva il suo pensiero sull'arte. Alcuni di questi furono assemblati in raccolte nel 1886 e nel 1931. I suoi scritti erano eclettici. Oltre a scrivere su questioni artistiche pubblicò un romanzo picaresco, due raccolte di racconti, un romanzo, un'opera teatrale e due raccolte di ritratti di artisti.
Tra il 1880 e il 1910 fu in prima linea nel movimento per rinnovare e sintetizzare le arti e svolse un ruolo importante nell'introdurre nuove idee. Scoprì pittori sconosciuti della fine del XIX secolo e fu un grande ammiratore della Galerie des machine dell'Exposition Universelle del 1889, progettata da Ferdinand Dutert e Victor Contamin. Nel 1887 fu ammesso alla Société des gens de lettres. Era diventato un critico d'arte di spicco e spesso citato negli anni 1890, come oppositore della formazione accademica e del movimento inglese Arts and Crafts. Era ostile a istituzioni come le beaux-arts, che soffocavano i nuovi talenti, e pensava che il Prix de Rome, che inviava artisti a Villa Medici per studiare le famose antichità, fosse una perdita di tempo.

### Architetto

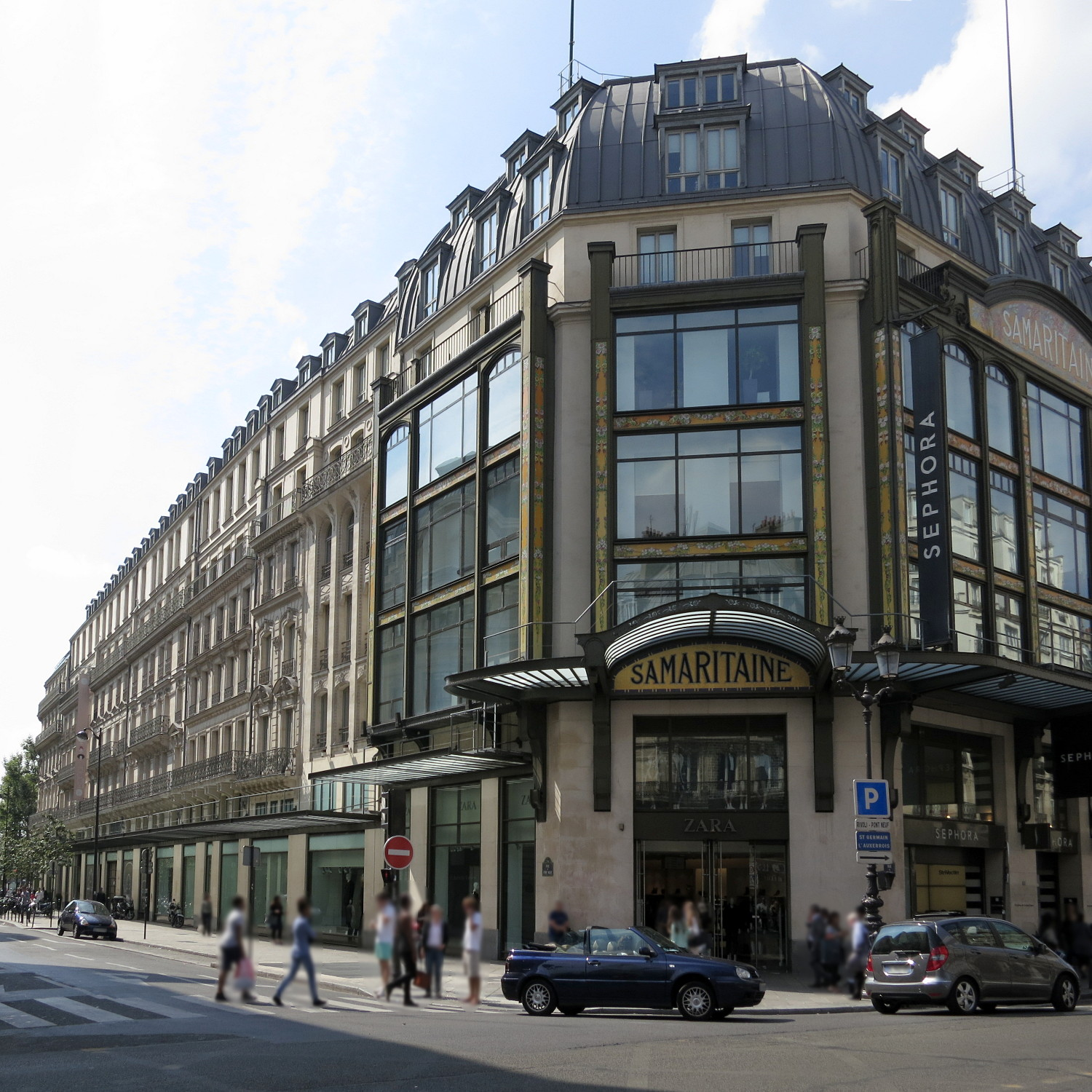
La Samaritaine Magazine 1

La Samaritaine, un grande magazzino, venne fondato da Ernest Cognacq nel 1870 quando prese in locazione una piccola parte di un edificio per uso commerciale. Acquistò poi l'edificio, e in più fasi acquistò anche l'edificio di fronte che si affacciava su rue de la Monnaie. Nel 1885 incaricò Jourdain di ridisegnare l'edificio originario e allo stesso tempo iniziò a migliorare l'esterno. Nel 1904 Cognacq decise di ampliare il negozio. A Jourdain venne affidato il compito di creare la massima quantità di spazio nel modo più rapido ed economico possibile ed egli progettò una struttura in acciaio. La sgargiante decorazione esterna venne eseguita da suo figlio, il decoratore Francis Jourdain, dal pittore Eugène Grasset, dal metalmeccanico Edouard Schenck e dal ceramista Alexandre Bigot. Il suo uso del vetro e di una struttura in acciaio a vista in questo progetto fu sia radicale che funzionale, anche se subito dopo il completamento attirò le critiche di una nuova generazione di architetti che rifiutavano l'Art Nouveau.
Il suo lavoro faceva parte dell'evento di architettura nell'Arte ai Giochi della V Olimpiade.
La Semeuse de Paris venne costruita tra il 1910 e il 1912 per ospitare il reparto crediti dei grandi magazzini La Samaritaine per i prestiti ai clienti meno abbienti. L'edificio Art Nouveau conteneva anche appartamenti. È stato classificato monumento storico l'11 dicembre 2000. Nel 1925 Cognacq fu autorizzato a costruire un secondo edificio. Jourdain e Henri Sauvage iniziarono i lavori nel gennaio 1926 e lo completarono nel settembre 1928 dopo molte modifiche rispetto al progetto originale. Su richiesta della prefettura la struttura in acciaio venne dotata di un esterno in pietra color crema. Jourdain costruì il Negozio 3 sul lotto delimitato dalle rues de Rivoli, Pont-Neuf e Boucher tra il 1930 e il 1933. L'interno è meglio conservato nel Negozio 2, con tetto in vetro, ampie scalinate e caratteristici colori blu brillante, verde e arancione.

### Anni dopo
Dal 1903 Jourdain fu presidente del Salon d'Automne. Fu membro fondatore della Société du Nouveau Paris, un gruppo che promosse la modernizzazione di Parigi. Frantz Jourdain morì nel 1935. Suo figlio Francis (1876-1958) fu disegnatore, scrittore e pittore. Egli disse della società in cui era cresciuto che era dominata da persone altamente supponenti e pronte a schierarsi. Sebbene i suoi membri fingessero di essere a favore della libertà e della compassione, la consideravano contaminata da pregiudizi, xenofobia ed emozioni estreme. Suo padre era molto tipico di questa società.

## Edifici

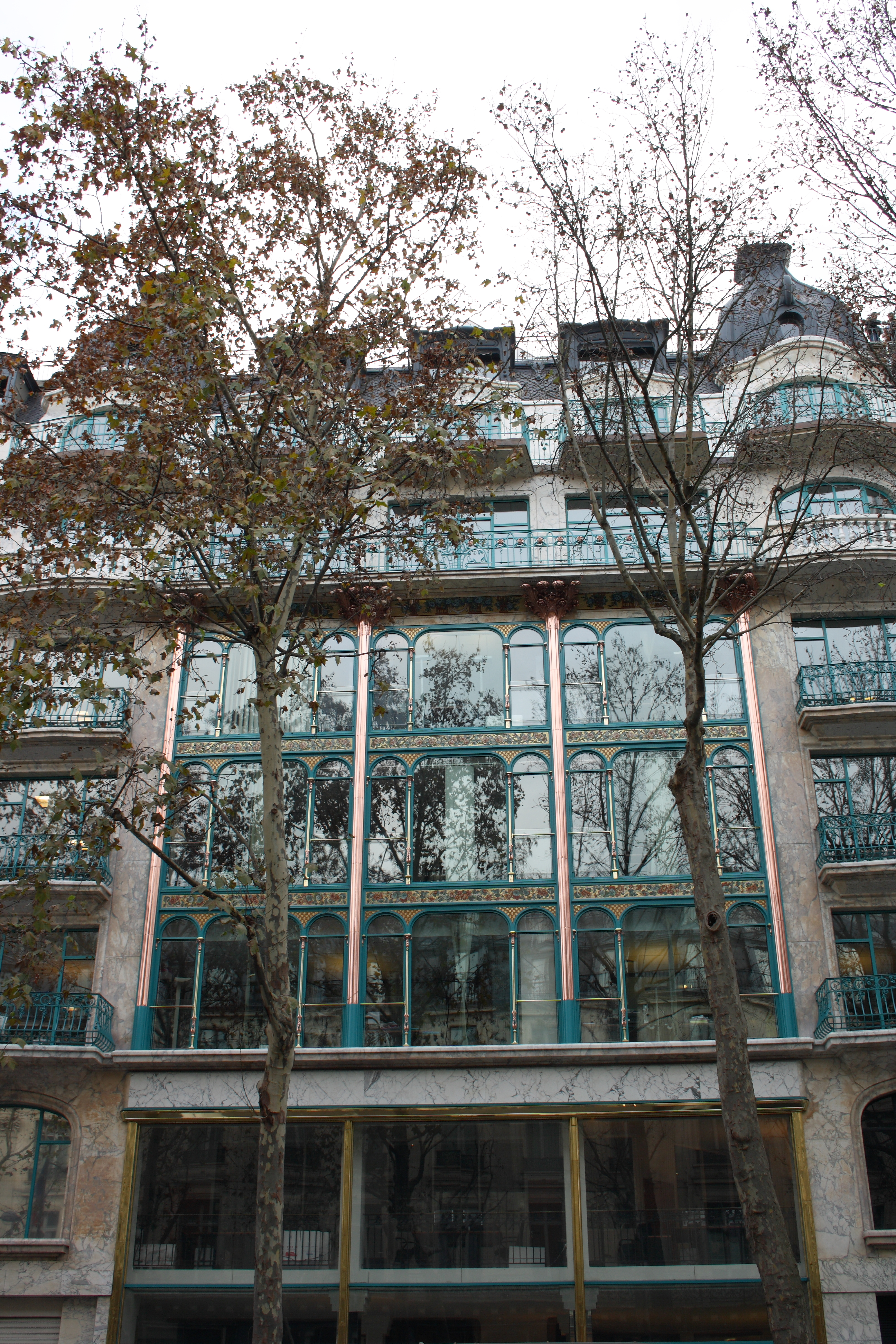
Samaritaine de Luxe

- 1876 Restauro del castello di La Roche-Guyon, Val-d'Oise
- 1878 Cappella della famiglia Dida a Draveil, Essonne
- c. 1887 Villa a Chelles, Seine-et-Marne
- 1887 Appartamento a sette piani, 9 rue Galilée – rue Hamelin, XVI arrondissement di Parigi, con Henri Fivaz
- 1888 Fabbrica a Pantin, Senna-Saint-Denis
- 1893 Restauro del castello di Verteuil, Charente
- 1893 Imprimerie Nouvelle, 9–11 rue Cadet, IX arrondissement di Parigi
- 1894 Casa di città del commerciante di ferro Schenck, 9 rue Vergniaud, XIII arrondissement di Parigi
- 1898 Tomba di Alphonse Daudet nel cimitero di Père-Lachaise, Parigi, in collaborazione con lo scultore Alexandre Falguière
- 1899 Ampliamento del grande magazzino La Samaritaine a due piani, 75 rue de Rivoli, I arrondissement di Parigi
- 1902 Tomba di Émile Zola nel cimitero di Montmartre, Parigi
- 1905-1907 Ricostruzione di La Samaritaine, rue Baillet – rue de l'Arbre Sec – rue de la Monnaie, I arrondissement di Parigi
- 1910–12 La Semeuse de Paris, 16 rue du Louvre, I arrondissement di Parigi
- 1914–17 Grande magazzino La Samaritaine de Luxe, 27 boulevard des Capucines, II arrondissement di Parigi
- 1926–28 Estensione (Magasin 2) di La Samaritaine, rue du Pont Neuf – quai du Louvre, I arrondissement di Parigi, in collaborazione con Henri Sauvage
- 1930-1933 Ampliamento (Magasin 3) di La Samaritaine, rue de Rivoli – rue du Pont-Neuf – rue Boucher, I arrondissement di Parigi* Data sconosciuta. Restauro del castello Châteauneuf-sur-Sarthe, Maine e Loira

## Pubblicazioni selezionate

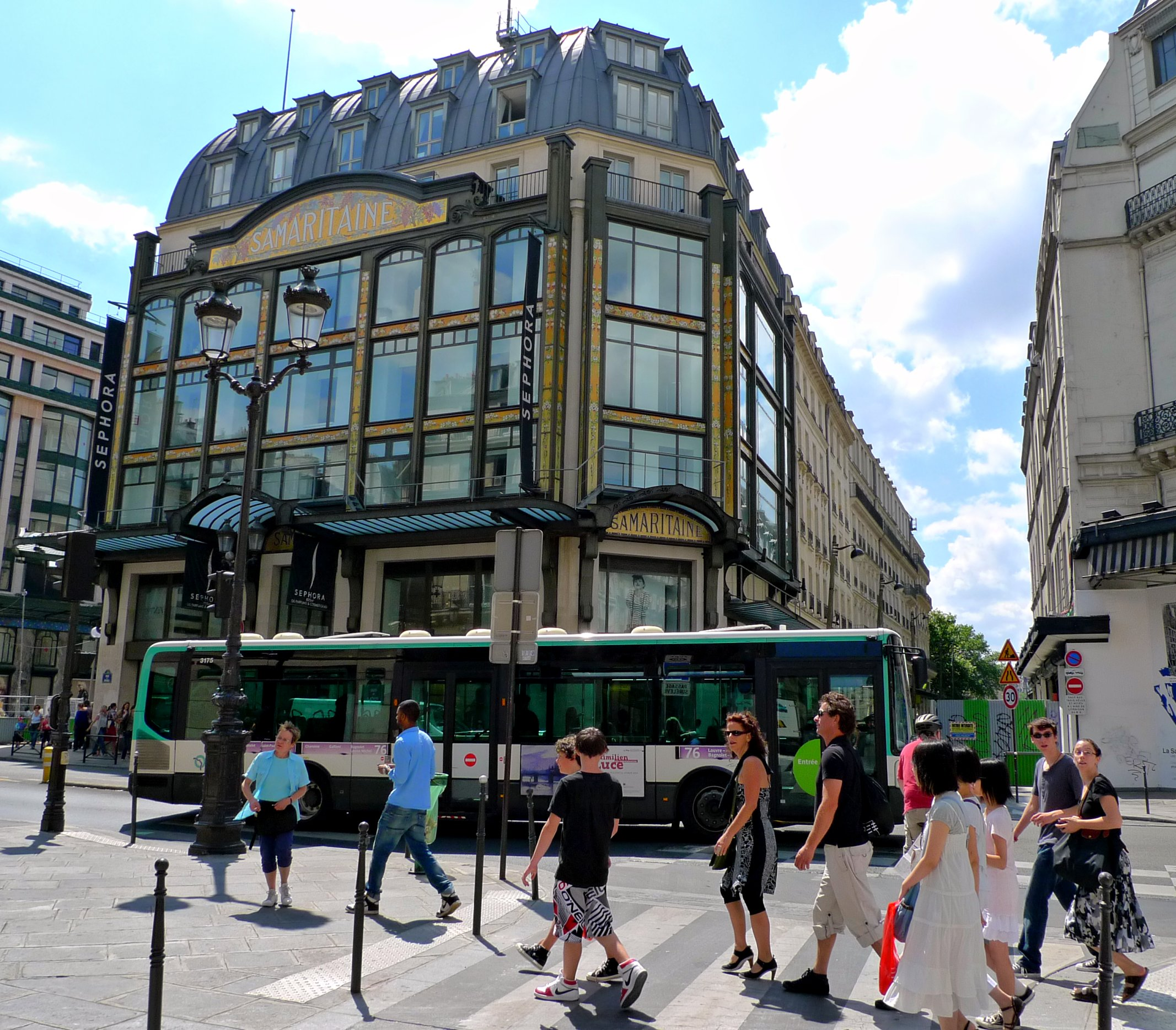
La Samaritaine Magazine 3

- Frantz Jourdain, A la Côte, L'Harmattan, 1889, ISBN 978-2-296-02342-0.
- Frantz Jourdain e Charles Garnier, Exposition Universelle de 1889: Constructions élevées Au Champ de Mars Par M. Ch. Garnier ... Pour Servir À L'histoire de L'habitation Humaine, Librarie centrale des beaux-arts, 1892.
- Frantz Jourdain, L'Atelier Chantorel: moeurs d'artistes, Bibliothèque-Charpentier, 1893.
- Frantz Jourdain, Les Decores, BiblioBazaar, 1895, ISBN 978-0-559-35084-9.
- Frantz Jourdain, De choses et d'autres: toujours trop, H. Simonis Empis, 1902.
- Johann Wolfgang von Goethe e Frantz Jourdain, Le Faust de Goethe, traduction de Gérard de Nerval. Préface de M. Frantz Jourdain..., Société de propagation des livres d'art, 1904.
- Eugène Henri Alexandre Chigot e Frantz Jourdain, Exposition de tableaux (marines et paysages flamands) par Eugène Chigot: 1-20 avril 1905, Galerie Georges Petit, 1905.
- Dr. Pierre Boyer, Henri Moulhiade e Frantz Jourdain, Inauguration du monument Jules Vallès (au Puy-en-Velay): (Discours prononcés par MM. le Dr Pierre Boyer, Henri Moulhiade, Frantz Jourdain.)., Badiou-Amant, 1913.
- Frantz Jourdain, Octave Mirbeau, Léon Werth e Théodore Duret, Cézanne, Bernheim-Jeune, 1914.
- Frantz Jourdain, Au pays du souvenir, G. Crès, 1922.
- Robert Mallet-Stevens e Frantz Jourdain, Une cité moderne, Ch. Massin, 1923.
- Frantz Jourdain, Grand palais. Exposition rétrospective du Jules Chéret..., 1934.
- Frantz Jourdain, L'Atelier Chantorel; Moeurs D'Artistes. Avant-Propos de J. -H. Rosny, ottobre 2013, ISBN 978-1-293-04075-1.